# Liste der Naturdenkmale in Lorch (Württemberg)
| Naturdenkmale | Anzahl |
| ------------- | ------ |
| FND           | 19     |
| END           | 11     |
| Gesamt        | 30     |

Die Liste der Naturdenkmale in Lorch nennt die verordneten Naturdenkmale (ND) der im baden-württembergischen Ostalbkreis liegenden Stadt Lorch. In Lorch gibt es insgesamt 30 als Naturdenkmal geschützte Objekte, davon 19 flächenhafte Naturdenkmale (FND) und 11 Einzelgebilde-Naturdenkmale (END).
Stand: 1. November 2016.

## Flächenhafte Naturdenkmale (FND)
| Name                                           | Bild | Kennung     | Einzelheiten | Position | Fläche Hektar | Datum |
| ---------------------------------------------- | ---- | ----------- | ------------ | -------- | ------------- | ----- |
| Auefläche an der Rems                          |      | 81360420020 | Lorch        | ⊙        | 2,0           |       |
| Auwaldgebiet links der Rems                    |      | 81360420021 | Lorch        | ⊙        | 0,8           |       |
| Bachverlauf des Walkersbachs im Gewann Bankert | BW   | 81360420032 | Lorch        | ⊙        | 0,4           |       |
| Baggersee bei der Waldhäuser Mühle             | BW   | 81360420017 | Lorch        | ⊙        | 3,2           |       |
| Baumbestand am Klostereingang                  |      | 81360420003 | Lorch        | ⊙        | 0,2           |       |
| Eberhardt-Ludwig-Stein                         | BW   | 81360420009 | Lorch        | ⊙        | 0,1           |       |
| Ehemaliger Steinbruch nördl.Hollenhof          |      | 81360420030 | Lorch        | ⊙        | 0,4           |       |
| Ehemaliges Bett des Beutenbachs                | BW   | 81360420024 | Lorch        | ⊙        | 0,1           |       |
| Ehemaliges Remsbett mit Ufergehölz             | BW   | 81360420029 | Lorch        | ⊙        | 0,0           |       |
| Eichenallee im Schweizerbachtal                | BW   | 81360420012 | Lorch        | ⊙        | 0,1           |       |
| Eichengruppe auf dem Klosterberg               |      | 81360420004 | Lorch        | ⊙        | 0,1           |       |
| Eichenwäldchen beim Römerturm                  |      | 81360420008 | Lorch        | ⊙        | 0,2           |       |
| Feuchtgebiet im Schweizerbachtal               | BW   | 81360420011 | Lorch        | ⊙        | 0,3           |       |
| Flurgehölz an der Kreisgrenze                  | BW   | 81360420022 | Lorch        | ⊙        | 0,3           |       |
| Forchengruppe und Alte Göppinger Straße        | BW   | 81360420015 | Lorch        | ⊙        | 4,2           |       |
| Schelmenklinge                                 | BW   | 81360420002 | Lorch        | ⊙        | 1,3           |       |
| Schillergrotte u. Höhlenwasserfall             |      | 81360420001 | Lorch        | ⊙        | 2,5           |       |
| Vogelschutzgehölz Tobel                        | BW   | 81360420018 | Lorch        | ⊙        | 0,5           |       |
| 1 Buche und Wasserfall im Haselhölzle          | BW   | 81360420013 | Lorch        | ⊙        | 0,2           |       |
| Legende für Naturdenkmal                       |      |             |              |          |               |       |

## Einzelgebilde (END)
| Name                               | Bild | Kennung     | Einzelheiten | Position | Fläche Hektar | Datum |
| ---------------------------------- | ---- | ----------- | ------------ | -------- | ------------- | ----- |
| Eichenrain auf der Vorderen Halde  | BW   | 81360420006 | Lorch        | ⊙        | 0,0           |       |
| 1 Eiche am Eberrainweg             |      | 81360420014 | Lorch        | ⊙        | 0,0           |       |
| 1 Eiche beim Schweizerhof          |      | 81360420017 | Lorch        | ???      | 0,0           |       |
| 1 Eiche beim Signal Pferchgarten   | BW   | 81360420005 | Lorch        | ⊙        | 0,0           |       |
| 1 Hoflinde beim Ziegelhof          |      | 81360420028 | Lorch        | ⊙        | 0,0           |       |
| 1 Linde im Staffelgehren           |      | 81360420007 | Lorch        | ⊙        | 0,0           |       |
| 1 Roßkastanie im Pfarrgarten Lorch | BW   | 81360420031 | Lorch        | ⊙        | 0,0           |       |
| 1 Silberweide im Gewann Gairen     |      | 81360420023 | Lorch        | ⊙        | 0,0           |       |
| 1 Stieleiche in Lorch              | BW   | 81360420027 | Lorch        | ⊙        | 0,0           |       |
| 1 Zuckerahorn im Wetzkämmerle      | BW   | 81360420026 | Lorch        | ⊙        | 0,0           |       |
| 9 Wellingtonien                    | BW   | 81360420010 | Lorch        | ⊙        | 0,0           |       |
| Legende für Naturdenkmal           |      |             |              |          |               |       |